# Mycalesis philippina
Mycalesis philippina är en fjärilsart som beskrevs av Moore 1890-1892. Mycalesis philippina ingår i släktet Mycalesis och familjen praktfjärilar. Inga underarter finns listade i Catalogue of Life.